# ZUTTO ZUuTTO
「ZUTTO ZUuTTO」（ズット・ズウット）は、1997年5月14日にリリースされた天方直実の5枚目のシングルである。

## 解説
ファーストアルバム『TEARS』発売後初のシングル。
テレビ朝日系『深夜水族館』オープニングテーマ、摂津商事『志布志の自然水』CMソング。

## 収録曲
1. ZUTTO ZUuTTO (ORIGINAL MIX)
  - 作詞：天方直実・前田たかひろ　作曲・編曲：久保こーじ　Mixed by Dave Ford
2. ZUTTO ZUuTTO (EXTENDED MIX)
3. ZUTTO ZUuTTO (ORIGINAL KARAOKE)